# 몽골 제국의 금나라 정복전쟁
몽골-금 전쟁은 1211년부터 1234년까지의 몽골 제국과 금나라가 싸운 공방전이다.

## 칭기즈 칸의 침공: 1211년~1215년
금나라는 이전부터 피지배민족인 한족을 통치하기 위해 거란족, 몽골족 등 또 다른 유목민족을 제어하는 정책을 쓰곤 했는데, 이와 더불어 다른 유목민족을 차별하고 이간질시키고 주기적으로 몽골을 토벌시켜 남성들을 죽이는 정책을 써서 유목민족에게 악명이 높았다. 칭기즈 칸이 금나라를 아예 밀어버릴 작정을 한 이유가 바로 이런 정책으로 조상 암바가이 칸이 금 해릉양왕에게 처형된 원한 때문이였다. 1206년 몽골고원을 통일한 칭기즈 칸은 내부를 안정되게 한 후, 1211년 쿠릴타이에서 금나라와의 전쟁을 결정하고 몽골의 모든 병력(추정치 약 9만~12만 명)을 총동원하였다. 그리고 위에 나온 이유로 유목민족의 적이나 다름없던 금나라를 공격하였다. 1211년 가을, 몽골군은 금나라의 첫 방어선인 오사보에서 금나라군과 오사보 전투로 겨루었다. 수적으로는 금나라군이 훨씬 우세했으나, 제베가 우회해서 후방을 기습했고, 여러 요충지에 분산배치된 몽골군에게 각개격파를 당했다. 오사보를 뚫은 몽골군은 흩어져 있는 금나라군을 규합한 완안승유의 군대와 야호령 전투를 벌이는데 이번에도 무칼리의 별동군이 우회해서 금군의 후위를 위협하여 승리를 거둔 뒤. 이후 패잔병을 수습한 금나라군과 회화보 전투에서 싸워서 또 승리를 거두었다.  이후 금나라는 성채전에 의지해야 될 정도로 불리해졌다. 이후 회하보 인근을 초토화시킨 몽골군은 이제 만리장성의 관문인 거용관 부근에 도착했다. 거용관은 알다시피 수도인 연경(베이징)에서 불과 50~60km 정도 떨어진 말 그대로 최후의 관문이기에 금나라에게 매우 중요한 최전방이었고,이를 아는 금나라군은 거용관 근처 100리에 마름쇠를 잔뜩 깔아놔서 몽골군이 침공 못하게 막아놨다. 하지만 이후 몽골군이 샛길로 우회해서 거용관을 뚫었고, 마침내 금의 수도 연경(베이징) 부근까지 도착했지만 금나라의 구원군이 도착한다는 소식을 듣고 퇴각하였다. 이후 칭기스칸은 자신의 아들인(주치,차가타이,오고타이)를 시켜서 대동(다퉁) 인근의 도시를 초토화시켰고, 인근의 목초지를 급습해서 군마를 모두 빼앗았다.이로 인하여 금나라는 보병 위주로 군사를 운영할 수밖에 없었다. 사실 금나라는 요동에도 목초지가 있기에 만약 요동 일대의 거란족과 사이가 좋았다면, 기병을 어느 정도 양성할 수 있었다. 하지만 위에서 언급했듯이 금나라는 요동이나 화북지역의 유목민족에게 악명이 높았고, 여기에다 거란족이 몽골과 손을 잡는다는 소식을 들은 금 위소왕이 거란족의 부족장을 죽이고, 일반 백성을 강제 이주 시키는 등 탄압 정책을 시행하였기에 요나라 왕족의 후손인 야율유가를 필두로 거란족이 반란을 일으켜서 요나라를 다시 세우는 바람에 실패하였다. 물론 이 반란을 진압하기 위해 금나라는 60만 대군을 일으켜서 진압하려고 했지만, 당시 보병 위주인 금나라군은 몽골 기병의 지원을 받은 야율유가 부대에게 참패하였다. 한편 휴식을 취한 몽골군은 1212년 다시 금나라를 두 갈래로 나눠서 침공했는데, 징기스칸의 본부대는 대동을 포위하고 구원하러온 금나라군을 격파했고, 제베의 부대는 요양(랴오양)을 함락시켰다. 하지만 대동을 포위하는 도중에 칭기즈 칸이  화살을 맞아서 부상을 입었고, 다시 변경으로 후퇴하였다. 이후 1213년 7월, 몽골군은 금나라를 굴복시키기 위해 재침공하였고, 이전에 한번 뚫려서 철벽방어를 한 거용관을 피해서 다른 관문인 자형관을 뚫은 뒤에 수도에서 온 구원군을 격파했고, 이후 별동대를 보내 후방에서 거용관을 공격해서 다시 점령하였다. 그리고 이후 금나라의 수도인 연경을 포위했고, 이와 동시에 몽골군은 병력의 일부를 남긴 채로, 단 11개의 성을 제외한 모든 화북지역의 성들을 초토화시켰다. 한편 연경 포위가 1214년까지 계속되자 위소왕 이후에 즉위한 금 선종은 막대한 세폐와 자신의 딸과 부인을 보내는 조건으로 강화를 체결하였고, 몽골군은 이에 응하고 철수하였다. 급한 불을 끈 선종은 1214년 6월 수도를 연경에서 방어에 용이한 남쪽의 개봉으로 옮겨 몽골의 남침에 대비하고 연경에는 황태자와 수비군 일부를 남겨 지키게 했다. 하지만 이에 자극받은 징기스칸은 연경을 포위했고, 무칼리에게 대정 부근의 요하 일대를 공략하게 하였다. 1215년 무칼리는 20만 정도의 금나라군을 격파하고 대정을 점령하였고, 이후에도 요하 지역을 초토화시켰다. 이전에 거란족의 반란을 진압하러 간 포선만노는 대진국을 세웠고, 이후 몽골을 피해 동쪽으로 가서 동하를 세웠다. 그리고 징기스칸은 이때, 연경을 함락시키는 데 성공하였다. 한편 동요를 세운 야율유가는 몽골에게 정식으로 복속을 선언하였지만, 자신만의 독립적인 나라를 세우길 원한 일부 거란족들은 이에 불만을 갖고 야율유가를 축출하였고, 나머지는 남쪽으로 내려가서 후요를 세웠으며 고려를 침공한다.

## 무칼리의 침공: 1216년~1229년
칭기즈 칸은 1216년에 서요, 1219년에 호라즘 왕국을 침공하였고, 이에 따라 몽골의 주력군은 서방 전역으로 차출되었다. 중국 방면에는 무칼리가 이끄는 소규모 몽골군만이 남았는데, 약 2만 명의 몽골인과 4만~7만 명의 타민족 군대로 이루어져 있었다. 무칼리는 축소된 군대를 이끌고도 1217년~1218년에 산동(산둥성) 일대와 대정 일대를 점령하였으며, 후요를 진압하기 위해 동하와 고려와 연대해서 궤멸시켰다., 그리고 1223년까지 개봉 부근을 제외한 나머지 곡창지역을 정복했다. 한편 이때의 금나라는 30여 년간 휴전상태에 있던 남송을 침공하여 국력을 회복하려고 하였으나, 1217년부터 1224년 사이에 걸쳐진 대송 전쟁이 별다른 소득이 없이 국력만 낭비하였고, 오히려 남송의 금에 대한 적개심만 키우게 되었다.  뿐만 아니라 이 전쟁으로 그동안 남송에서 매년 바치던 막대한 세폐가 끊기면서 역으로 경제적 손실이 가중되었다. 또한 서하도 금을 공격하게 되었다. 위소왕 시절 서하가 지원을 요청하나 이를 무시하였기 때문이다.

## 오고타이 칸의 침공: 1229년~1232년
1227년 칭기즈 칸이 죽고 2년 뒤 오고타이 칸이 뒤를 이었다. 오고타이 칸은 먼저 금나라에 화평 사절을 보냈으나, 금은 몽골 사절을 죽이는 것으로 답하였다. 그러자 격노한 오고타이 칸은 금을 침공하기로 결정한다. 당시 황하 북부의 대부분은 이미 몽골에게 넘어가 있었고, 금나라의 영역은 서쪽의 시안에서 황하를 따라 동쪽으로 가면서 황하 남쪽의 낙양과 개봉을 지나 황해에 이르는 길고 넓은 띠 모양으로 축소되어 있었다. 황하 연안, 특히 수도인 개봉 근처의 금나라 영토는 강과 수로, 요새들이 겹겹히 있어서 몽골군의 장기인 기병이 마음대로 활동하기 힘들었으며, 금나라의 남쪽 국경은 상대적으로 기병이 활동하기 수월했지만 몽골이 그쪽을 공략하기 위해서는 먼저 남송을 통과해야만 했다. 이에 따라 당시 몽골이 금나라를 공격할 통로는 크게 두 곳이 있었다. 첫째는 화북의 몽골 영토에서 황하의 중류나 하류를 도하한 뒤 그물 같은 수로망을 피해 금의 수도인 개봉을 공격하는 길이었고, 둘째는 아예 서쪽으로 움직여 장안을 지나 동관을 돌파하여 동쪽으로 내려오는 길이었다. 이에 대비하여 금나라는 낙양에서 개봉까지 이르는 길에 20만 대군을 배치해 몽골군의 황하 도하를 막는 동시에, 동관에도 군사를 두어 서쪽으로부터의 공격에 대비하였다. 당시 금나라의 국력은 완전히 기울어 있었지만, 완안진화상이라는 명장이 등장하였고, 역시 금나라 최후의 명장 중 하나인 완안합달이 버티고 있었으며, 시대를 잘못 타고났지만 명군의 자질이 있었던 금 애종이 국가의 역량을 최대한 집결시켜 몽골제국의 공세를 막아내기 위해 노력했다. 몽골군의 본격적인 침공은 1230년부터 시작되었다. 오고타이 칸은 먼저 장안에서 시작하는 두 번째 루트를 선택하였는데, 이를 위해 몽골의 명장 수부타이에게 동관을 공략하라고 명령하였다. 당시 금나라의 장수 완안진화상은 군중의 일을 처리하다가 월권 행위를 했다는 이유로 감옥에 18개월 동안 갇혀 있었는데, 본래는 사형죄였으나 금애종은 완안진화상을 석방하여 몽골군과 싸우는 선봉으로 내세웠다. 그리고 완안진화상은 대창원에서 400명의 병사를 이끌고 20배에 달하는 8,000여 명의 세계 최강 몽골군을 격파하였다. 대창원 전투의 승리는 몽골군이 1221년 파르완 전투에서 잘랄 웃 딘에게 패배한 이후 처음 겪는 완패이었는데, 파르완 전투는 6만에 가까운 병력이 소수인 몽골군을 격파한 전투였다는 것을 고려한다면, 월등한 다수의 몽골군이 더 적은 수의 적에게 패배한 최초의 전투라고 할 수 있다. 이 전투의 결과로 완안진화상은 정원대장군 직을 받게 되었다. 이때 완안진화상이 이끈 부대가 충효군(忠孝軍)이다. 충효군은 금나라 말기 정예부대로, 몽골의 포로가 되었다가 탈출한 나이만, 강족, 위구르 족, 그 외 거란, 여진 등까지 섞인 다민족으로 구성되어 있었다. 기본적으로 말을 탈 줄 아는 사람들이었기 때문에 기병전력이 부족한 말기 금나라에 있어서 아주 강력한 전력이었다. 충효군은 비록 전투력이 강해도 성질이 거칠고 사나워 제어하기 어려운 부대였는데, 완안진화상은 부대의 규율을 바로잡고 민간인을 함부로 약탈하는 것도 막았다. 다음해인 1231년 몽골군은 서쪽과 동쪽에서 동시다발적으로 공세를 시작하였다. 먼저 서쪽에서는 경양을 포위하고 그 전년도처럼 대창원을 거쳐 동관으로 진입하려 하였다. 동쪽에서는 이와 조금 차이를 두고 한인 출신 장군인 사천택이 이끄는 몽골군이 남하하여 황하 북쪽에 아직 남아있던 금나라 영토인 위주(衛州)를 공격하였다. 위주는 금의 수도인 개봉의 바로 북쪽에 있어서, 위주를 빼앗긴다면 비록 황하라는 천연 장애물이 남아 있다고 해도 수도 방어에 상당한 압박을 받게 될 수 있었다. 이러한 몽골군의 양동 공격에 대응하여 금나라는 대장군 이랄포아(移刺蒲阿)이 지휘하는 일군을 서쪽으로 보내 경양을 구원하는 한편, 완안합달과 완안진화상이 이끄는 10만 대군을 파견하여 위주를 돕게 하였다. 서쪽 방면의 금군은 또 다시 대창원에서 승리를 거두고 경양의 포위를 푸는데 성공하였고, 이후 이랄포아는 위주로 이동하여 완안합달의 군대에 합류하였다. 이랄포아가 합류한 동쪽 방면의 금군은 이러한 수적 우세에 힘입어 서전에서 몽골군을 격파할 수 있었다. 완안합달-이랄포아 연합군에게 패배한 몽골군은 북쪽으로 물러면서 일부의 군대를 금군의 배후로 은밀히 이동시켰는데, 이 몽골 별동대가 금군의 후방을 급습하는 동시에 후퇴하던 몽골군이 역습을 가해오면서 금군은 크게 패하였고 위주를 몽골에게 내주었다. 한편 다시 서쪽 전선에서는 이랄포아가 위주를 구원하러 이동한 뒤 몽골군이 다시 대규모 공세를 퍼부어 대창원을 함락시켰고, 몽골군의 기세에 당황한 금군은 장안을 포기하고 그 지역의 모든 인구를 동쪽으로 피신시켰다. 금나라는 장안의 동쪽에 있는 동관을 아직 차지하고 있었지만, 이랄포아와 완안합달이 지휘하는 금군은 동관에 머무른채 소극적으로 나서고 있었다. 그 와중에도 안안진화상이 지휘하는 1천 명의 병력은 동관을 공격한 몽골군을 격파하였다. 동관의 서부를 완전히 장악한 몽골군은 이곳에서 여름을 보낸 뒤, 툴루이의 제안에 따라 군대를 세 갈래로 나누어 금나라의 수도 개봉을 공격하였다. 당시 금나라의 국경을 보면 북쪽과 서쪽은 각각 황하와 험준한 산맥을 경계로 몽골을 접하고 있었고, 남쪽은 평야 지대를 두고 남송과 접하고 있었는데, 기병이 주력인 몽골군은 황하를 도하하거나 산악지대를 돌파하는데 어려움을 겪고 있었다. 이를 타개하기 위해 툴루이가 지휘하는 서군은 금군이 집결해 있는 동관을 크게 우회하며 남동쪽으로 원을 그리면서 한중을 돌파하여 남송의 영토를 통과한 뒤, 한수를 건너 남쪽으로부터 개봉을 급습하기로 하였다. 그동안 오고타이 칸이 이끄는 북군은 낙양과 개봉 사이의 몽골 영토에서 대기하고 있다가 금나라의 군대의 관심이 서남쪽의 툴루이에게 쏠리는 사이 안전하게 황하를 도하할 기회를 엿보기로 하였다. 또한 일군의 몽골군은 동쪽에서 금나라를 위협하였다. 툴루이가 한수를 건너자 완안진화상은 동관의 수비병을 제외한 금나라의 마지막 정예병 20만을 이끌고 몽골군을 격파하려고 했다. 금나라군은 한수 건너에서 벌어진 몇 차례 전투에서 격렬하게 싸운 끝에 몽골군 상대로 승리를 거두었지만, 몽골군의 기동력 때문에 잠시 시간을 늦췄을 뿐이다. 한수를 건너는 데 성공한 툴루이는 수적인 열세를 만회하기 위해 완안진화상을 견제하기 위한 일부 병력만 남기고 금나라군이 주둔한 곳을 우회해서 개봉으로 진격했다. 이를 알게 된 금나라군은 개봉을 향해 진군했지만, 몽골군이 인근 마을을 초토화시키고 기습전략을 펼쳐서 금나라군이 개봉까지 휴식없는 강제행군을 하게 만들었고, 이 가운데 거센 비와 폭설까지 내리는 바람에 금군은 굶주리고 서서히 지치기 시작하였다. 금군이 개봉에서 120km 정도 떨어진 균주성 근처의 삼봉산(三峰山)까지 도달했을 때 몽골군이 금군을 포위하였다. 몽골군은 의도적으로 균주 방향의 포위망을 일부 열어주었고, 많은 금군이 탈영하여 균주성 방향으로 흩어지자 몽골군은 이를 기습하였고, 결국 금나라의 남은 정예병은 궤멸되었고 명장 완안진화상도 몽골군에게 스스로 찾아가 죽기를 자처해서 죽음을 당했다.(삼봉산 전투) 마침내 균주성이 몽골군에게 함락되었고, 이때 동관에 있는 11만 병력도 개봉을 향해 가는 도중에 몽골군에게 궤멸되면서 이제 몽골군의 진격로엔 아무도 없는 것이나 마찬가지였다. 그리고 황하 이북이 무주공산이 되자 이를 틈타 북쪽에서 대기하고 있던 오고타이 칸은 황하가 얼어붙을 때를 기다려 친위대를 이끌고 안전하게 강을 건너와 남쪽으로 진군하여 툴루이와 합류하였다. 오고타이 칸의 합류로 몽골군의 군세는 5만명까지 불어났다. 그리고 마침내 몽골군은 개봉을 포위하기 시작하였다.

## 개봉 포위전과 금나라의 멸망: 1232년~1234년
개봉에 도착한 몽골군은 개봉성 주변의 참호를 모두 메꿔서 장애물을 없앴고, 마침내 개봉을 포위하기 시작했다. 이 당시 개봉은 원래 있는 인구에 피난민까지 합쳐져서 인구가 막대하게 불어났고, 양식이 떨어지는 속도는 이전보다 더 빨라졌다. 그럼에도 이에 맞선 금군은 진천뢰와 비화창 등의 화약무기를 사용해 몽골군에게 거세게 저항하였고, 이로 인해 전투가 장기화되어서 양측의 피해가 서로 커지자 수부타이는 금나라와 화의를 맺고 군대를 물린다. 몽골군은 비록 물러갔지만 이 당시 개봉에선 양식이 부족해지고 100만 명이나 되는 피난민을 먹일 식량이 없어지자 백성들은 굶어죽어가고 심지어는 식인을 하는 행위가 벌어지는 등 생지옥이 펼쳐졌다. 마침내 그동안 금나라에게 이를 갈던 남송이 몽골의 동맹 제의에 응해 명장 맹공을 필두로 한 3만 명의 군대와 30만 섬의 식량을 몽골군에게 제공하면서 전쟁은 금나라에게 완전히 불리해졌다. 결국 이런 불리한 조건을 극복하기 위해 애종은 개봉을 버리고 채주로 피신했다. 이에 수부타이가 이끄는 몽골군이 개봉성을 포위하고 황제마저 떠난 개봉은 더 이상의 저항력을 상실하고 결국 최립이라는 장수가 개봉성에서 반란을 일으켜 개봉은 결국 몽골군에 의해 함락되고 만다. 채주도 마찬가지로 몽골군의 위협에 노출되자, 무선이 남송의 사천 지역을 빼앗아 그 곳을 거점으로 재기하려 하였으나, 맹공의 선무공작으로 인해 전군이 복멸되고 무선은 도망치고 만다. 개봉을 함락한 몽골군은 채주까지 진격했고 때마침 맹공이 이끄는 남송군까지 합류해서 채주성을 포위하였다. 몽골과 남송은 채주성 근처의 연강과 시담호라는 두 개의 물줄기를 점령해서 채주 쪽으로 돌려서 채주는 수해와 굶주림으로 인해 생지옥이 되어갔다. 1234년 애종은 황족 완안승린에게 황위를 양위하고 몽골-남송 연합군이 채주 성문을 무너뜨리고 공격해 올 때 유란헌이라는 곳에서 목을 매어 자살하는 실로 비극적인 최후를 맞았다. 결국 애종이 죽은 다음 날 채주는 함락되었고 완안승린은 도망치다가 황위를 물려받은 지 하루도 안 되어 몽골군에게 붙잡혀 처형당하고, 이로써 금나라는 1234년 멸망하고 말았다.

## 곽하마의 항전: 1236년
최후의 거점인 채주가 함락되었지만, 금나라의 부흥운동은 곳곳에서 일어났다. 이 중에 한명인 곽하마는 2년동안 최선을 다해 싸웠지만 몽골군에게 대패를 당했고, 아내와 자식을 죽이고, 곽하마 자신도 자결하였다. 결국 금나라는 최후의 명맥마저 끊어졌다.

## 결과
결국 몽골 제국은 자신의 숙적이였던 금나라를 완전히 멸망시킴으로써 원수를 갚음과 동시에 중원 정복의 발판을 마련하는데도 성공했고 그 이후 여진족을 상대로 대학살을 벌였다. 일부 여진족은 이를 피해 고려로 피난가서 하층민을 이루기도 했다. 그리고 남은 여진족과 금나라 지배 하에 있는 한족은 원나라의 하층민으로 편입되어 남인이 되었다. 사실 고려-몽골 전쟁과 몽골-남송 전쟁에 가려져서 그렇지, 금나라도 23년 정도로 꽤 많이 버텼다. 서하, 서요, 호라즘 제국, 조지아 왕국이 갈리던 이 때도 금나라는 끝까지 이를 악물고 버텼던 것이다. 초기에 기병의 상당수가 갈려나가고, 북중국 지역의 목초지마져 뺏기고도 저 정도 버틴 것만 해도 상당히 선전했다고 봐도 무방하다.

## 같이 보기
- 징기스 칸